# Cyrtodactylus vedda
Cyrtodactylus vedda — вид ящірок з родини геконових (Gekkonidae). Описаний у 2022 році.

## Поширення
Ендемік Шрі-Ланки.